# Трипп (Південна Дакота)
Трипп (англ. Tripp) — місто (англ. town) в США, в окрузі Гатчинсон штату Південна Дакота. Населення — 575 осіб (2020).

## Географія
Трипп розташований за координатами 43°13′31″ пн. ш. 97°57′56″ зх. д. / 43.22528° пн. ш. 97.96556° зх. д. (43.225294, -97.965661).  За даними Бюро перепису населення США в 2010 році місто мало площу 1,52 км², уся площа — суходіл.

## Демографія
Згідно з переписом 2010 року, у місті мешкало 647 осіб у 290 домогосподарствах у складі 167 родин. Густота населення становила 425 осіб/км².  Було 360 помешкань (237/км²).
Расовий склад населення:
| - 98,5 % — білих - 0,6 % — корінних американців - 0,2 % — азіатів |

До двох чи більше рас належало 0,6 %. Частка іспаномовних становила 1,7 % від усіх жителів.
За віковим діапазоном населення розподілялося таким чином: 16,5 % — особи молодші 18 років, 46,3 % — особи у віці 18—64 років, 37,2 % — особи у віці 65 років та старші. Медіана віку мешканця становила 55,2 року. На 100 осіб жіночої статі у місті припадало 92,6 чоловіків;  на 100 жінок у віці від 18 років та старших — 90,8 чоловіків також старших 18 років.
Середній дохід на одне домашнє господарство  становив 42 077 доларів США (медіана — 30 556), а середній дохід на одну сім'ю — 53 220 доларів (медіана — 44 306). За межею бідності перебувало 24,4 % осіб, у тому числі 51,6 % дітей у віці до 18 років та 13,0 % осіб у віці 65 років та старших.
Цивільне працевлаштоване населення становило 276 осіб. Основні галузі зайнятості: освіта, охорона здоров'я та соціальна допомога — 37,7 %, сільське господарство, лісництво, риболовля — 20,7 %, роздрібна торгівля — 13,8 %.